# Крефельд Пингвин

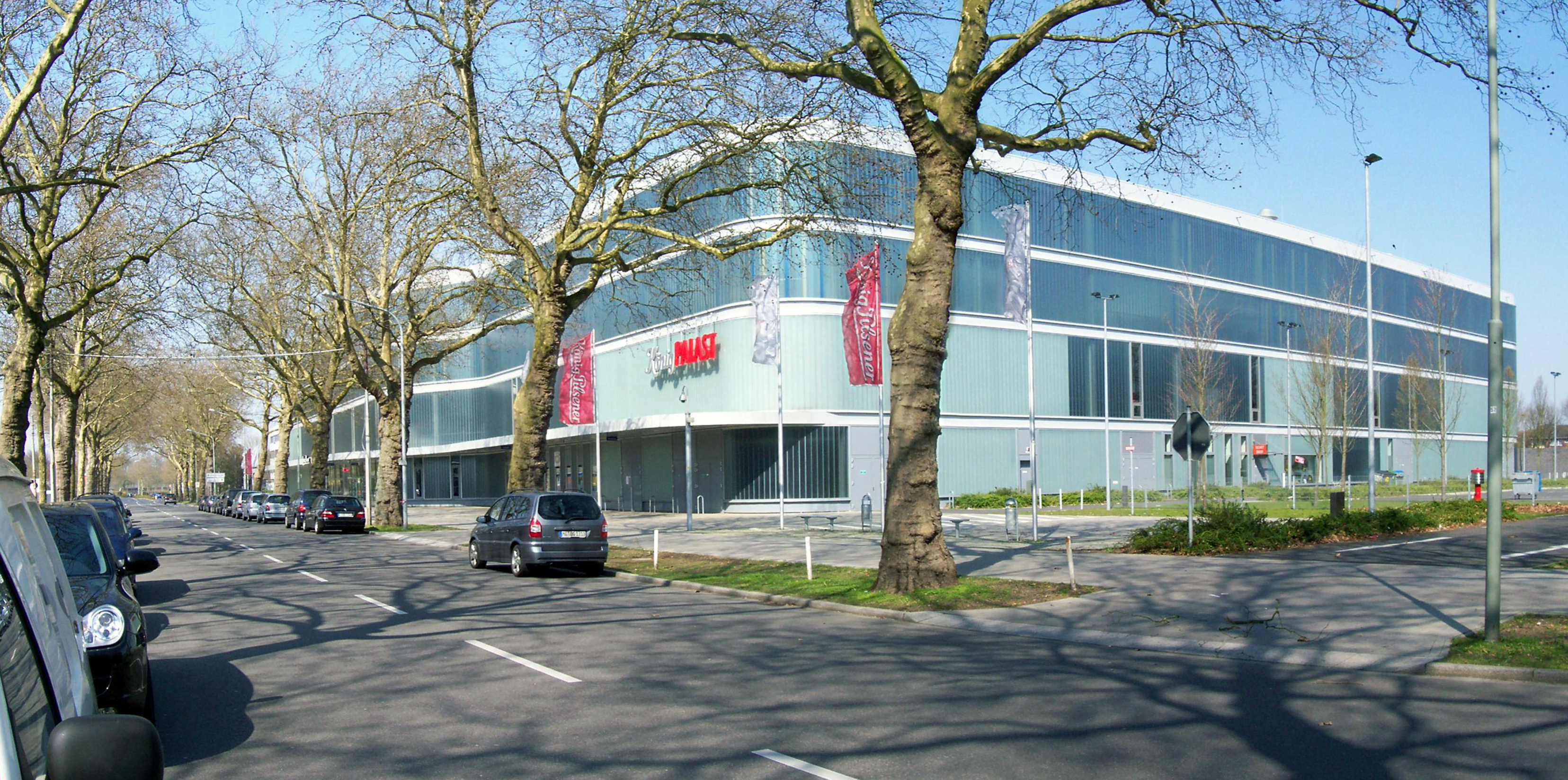
Yayla arena

«Крефельд Пингвине» (нем. Krefeld Pinguine — Крефельдские пингвины) — немецкий хоккейный
клуб из города Крефельда. Выступает в Немецкой хоккейной лиге.

## История
В 1936—1978 годах клуб назывался «Крефельдер ЕВ» (Krefelder EV), в 1981—1995 годах — «ЕХК Крефельд» (EHC Krefeld). С 1995 года — «Крефельд Пингвин».
Высшее достижение клуба — чемпион Германии в 1952 и 2003 году.
С декабря 2004 года проводит домашние матчи в новом многофункциональном комплексе «YAYLA Arena» в городе Крефельде.

## Достижения
- Чемпион Германии — 1952, 2003.
- Вице-чемпион Германии — 1954, 1955, 1977